# Yagha
Yagha ist eine Provinz in der Region Sahel im westafrikanischen Staat Burkina Faso mit 198.015 Einwohnern auf 6457 km².
Die Provinz besteht aus den Departements Boundoré, Sebba, Solhan, Mansila, Tankougounadié und Titabé. Hauptstadt ist Sebba, die Provinz ist Siedlungsgebiet der Fulbe.